# Bunsur
Bunsur is een bestuurslaag in het regentschap Siak van de provincie Riau, Indonesië. Bunsur telt 1128 inwoners (volkstelling 2010).